# Josep Maria Morlius Borràs
Josep Maria Morlius Borràs (Lleida, 1828 - Barcelona, 6 de febrer de 1882) va ser un industrial i polític català que desenvolupà la seva activitat a Reus.

## Biografia
De família reusenca, nasqué accidentalment a Lleida. Era fill de Josep Morlius i de Gertrudis Borràs. Oncle del pintor Miquel Utrillo Morlius. De jove, el 1849, s'instal·là a Reus, on va ser un dels promotors de "Gas Reusense" el 1854, donà suport a la línia de ferrocarril Reus-Lleida el 1856, i el 1867 va recuperar una idea que venia d'antic, un canal que havia de dur l'aigua del Noguera Pallaresa fins a Reus, per benefici de l'agricultura, la indústria i el comerç. Va prendre una part molt activa a la revolució de 1868, i per la seva afiliació republicana va ser elegit comandant de la Milícia Nacional reusenca el 1869 i senador per Tarragona el 1871-1872. Va ser també diputat provincial, primer tinent d'alcalde, president del Comitè Democràtic de Reus el 1872 i el 1873 nomenat governador civil d'Alacant. En cessar del càrrec tornà a Reus, on ingressà voluntari a la Milícia Nacional i lluità a la Tercera guerra carlina, on per mèrits de combat va ser nomenat capità. Abandona la política activa i es trasllada a França, on es dedica al comerç de vins. El 1881 va ser elegit vicepresident del Comitè Democràtic Federal i acompanyà Figueras en la visita que va fer aquell any a Reus. Havia estat president del Centre de Lectura i un dels fundadors de la Societat El Círcol.
Es va casar amb Margarida Vidal. Morí en una estada a Barcelona el 1882, però, complint la seva voluntat, va ser enterrat a Reus, al Cementiri Municipal, entre una gran manifestació de dol.
La ciutat de Reus li ha dedicat una plaça en uns terrenys que havien estat de la seva propietat.